# Blue law
Als Blue laws oder Sunday (closing) laws, Sunday trade laws oder Sabbath laws werden in den Vereinigten Staaten umgangssprachlich Gesetze und Verordnungen genannt, welche die Sonntagsruhe schützen sollen. Darunter fallen Regelungen, die Unterhaltungs- und Handelsaktivitäten (z. B. den Kauf und Verkauf von Alkohol), Reisen oder Sport an Sonntagen verbieten oder reglementieren.
Sie sind am weitesten in puritanischen Gemeinden verbreitet.
Der Oberste Gerichtshof der USA hat Blue Laws in zahlreichen Fällen als verfassungskonform erklärt, wobei er sich auf weltliche Grundlagen wie die Sicherung eines Ruhetages für Postboten sowie den Schutz von Arbeitnehmern und Familien berufen hat, was wiederum zur gesellschaftlichen Stabilität beitrage und die freie Ausübung der Religion garantiere. Der Ursprung der Blue Laws liegt auch teilweise in der Religion, insbesondere im Gebot der Sonntagsheiligung in christlichen Kirchen nach der Tradition des Sabbats im Judentum. Sowohl Gewerkschaften als auch Wirtschaftsverbände haben die Gesetzgebung von Blue Laws in der Vergangenheit unterstützt. Die meisten Blue Laws wurden in den Vereinigten Staaten aufgehoben, obwohl viele Staaten den Verkauf von Autos verbieten und strengere Beschränkungen für den Verkauf von alkoholischen Getränken an Sonntagen auferlegen.
Regelungen zum Schutz der Arbeitnehmer an Sonn- und Feiertagen sind in der Europäischen Union weitgehend vereinheitlicht aufgrund entsprechender Richtlinien zur Arbeitszeitgestaltung. Es gibt sie insbesondere im deutschen Arbeitszeitgesetz und im österreichischen Arbeitsruhegesetz. In der Schweiz ist Sonntagsarbeit grundsätzlich verboten.